# 7381 Mamontov
7381 Mamontov è un asteroide della fascia principale. Scoperto nel 1981, presenta un'orbita caratterizzata da un semiasse maggiore pari a 2,3607681 UA e da un'eccentricità di 0,1522005, inclinata di 6,96706° rispetto all'eclittica.